# Witbrauwstekelstaart
De witbrauwstekelstaart (Hellmayrea gularis) is een zangvogel uit de familie Furnariidae (ovenvogels).

## Verspreiding en leefgebied
Deze soort komt voor van noordwestelijk Venezuela tot centraal Peru en telt vier ondersoorten:
- H. g. gularis: de Andes van Colombia, Ecuador en noordelijk Peru.
- H. g. brunneidorsalis: Perijá (noordoostelijk Colombia en noordwestelijk Venezuela).
- H. g. cinereiventris: de Andes van westelijk Venezuela.
- H. g. rufiventris: de Andes van noordelijk en centraal Peru.

## Status
De grootte van de populatie is niet gekwantificeerd maar de soort wordt omschreven als schaars. Op de Rode lijst van de IUCN heeft deze soort de status niet bedreigd.